# Hoya chiekoae
Hoya chiekoae är en oleanderväxtart som beskrevs av Kloppenb., Ferreras och G.Mend.. Hoya chiekoae ingår i släktet Hoya och familjen oleanderväxter. Inga underarter finns listade i Catalogue of Life.